# Synalpheus filidigitus
Synalpheus filidigitus is een garnalensoort uit de familie van de Alpheidae. De wetenschappelijke naam van de soort is voor het eerst geldig gepubliceerd in 1949 door Armstrong.